# ماروتی ایکو
ماروتی ایکو (Maruti Eeco) خودرویی است که از سال January ۲۰۱۰–کنون تولید شده‌است.
این خودرو در کلاس ون قرار گرفته و است.
موتور آن ۱۲۰۰ سی‌سی سیستم جعبه‌دندهٔ آن ۵ دنده به صورت دستی است.